# 김성중 (가수)
김성중(1998년 11월 13일 ~ )는 대한민국의 가수이다.

## 방송
- Peak Time (2023) - 탈락 1R 라이벌 매치

## 음반
- DNDN (2025)